# Bh (二合字母)
Bh（小寫為bh）是印度-雅利安语支和臺語等之語言的二合字母。
- ‹bh›用在印度-雅利安语支的語音字母轉寫上，表示呼氣音（Breathy voice）之濁雙唇塞音（/bʱ/）[1]。
- 於愛爾蘭語正寫法（Irish orthography）中，‹bh›表示音位/w/以及/vʲ/，范例如： /mə waːd̪ˠ/（'my boat'）， /vʲɛx/（'would be'）[2]。
- 在臺語中，‹bh›是一個單獨的字母（二合字母），代表着輔音濁雙唇塞音 /b/[3]。
- 而於幾內亞語族正寫法（Orthography for languages of Guinea（pre-1985））中，‹bh›用在葡拉語（Pular language）（富拉語（Fula language）的一種）表示浊双唇内爆音/ɓ/。然而在科萨语、祖鲁语，以及紹納語（Shona language）里，‹b›表示為內爆音、而‹bh›表示為塞音/b/[4]。

## 參看
- 濁雙唇塞音
- Bh